# Horsikan
Horsikan är en sjö i Mölndals kommun i Västergötland och ingår i Göta älvs huvudavrinningsområde.

## Bilder

Horsikan
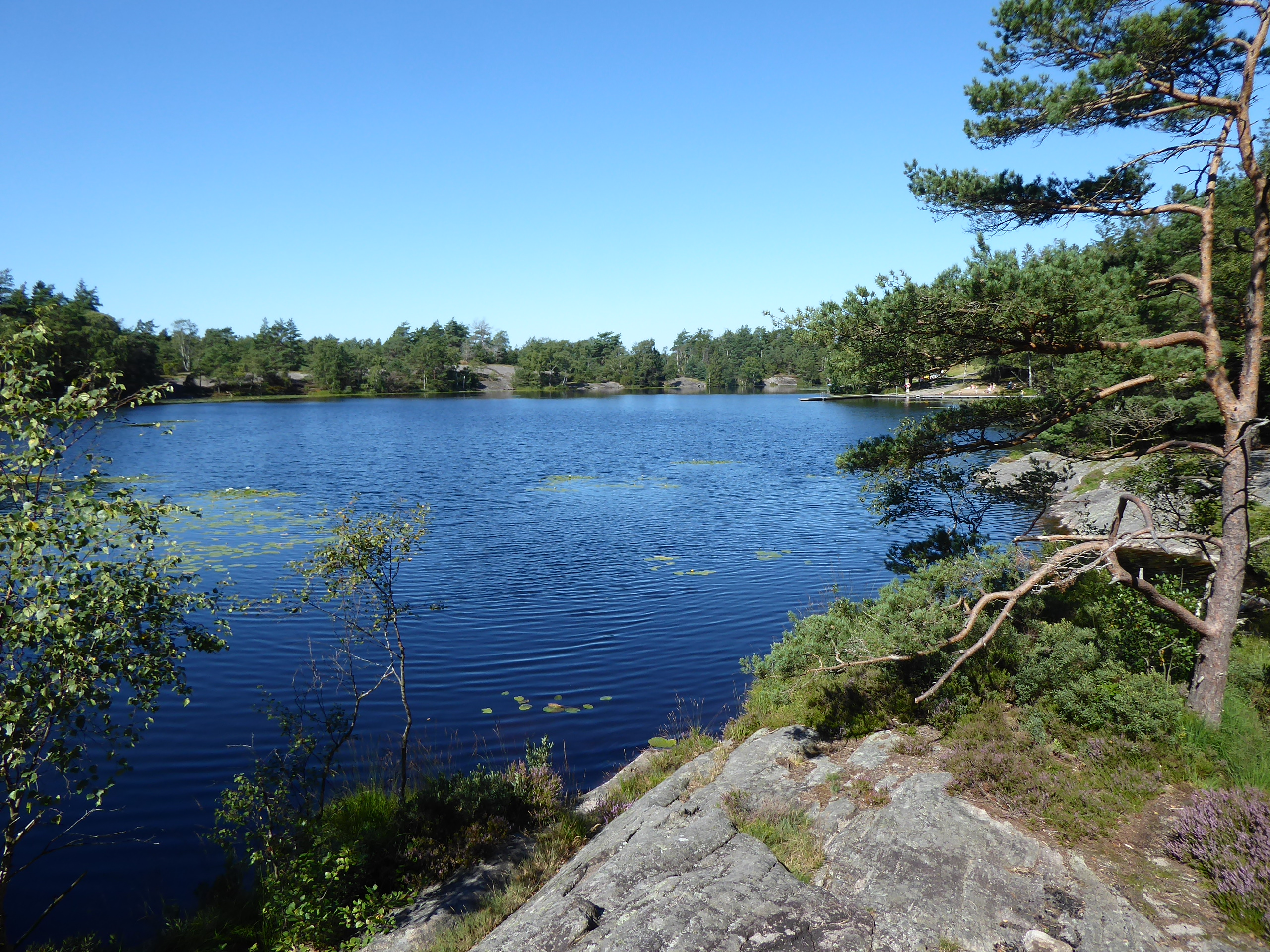
Horsikan från östra kanten den 11 augusti 2022.
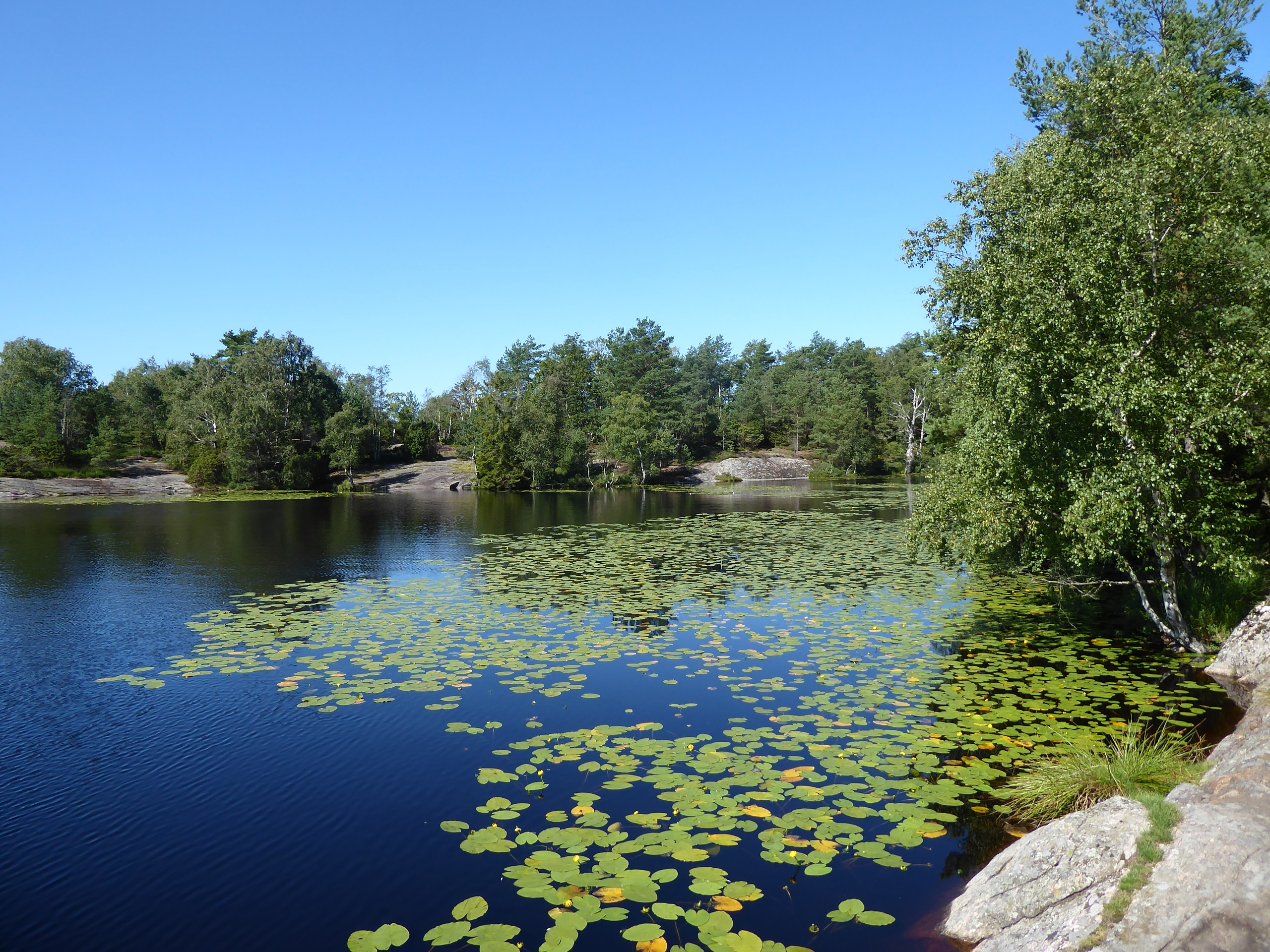
Horsikans nordände den 11 augusti 2022.
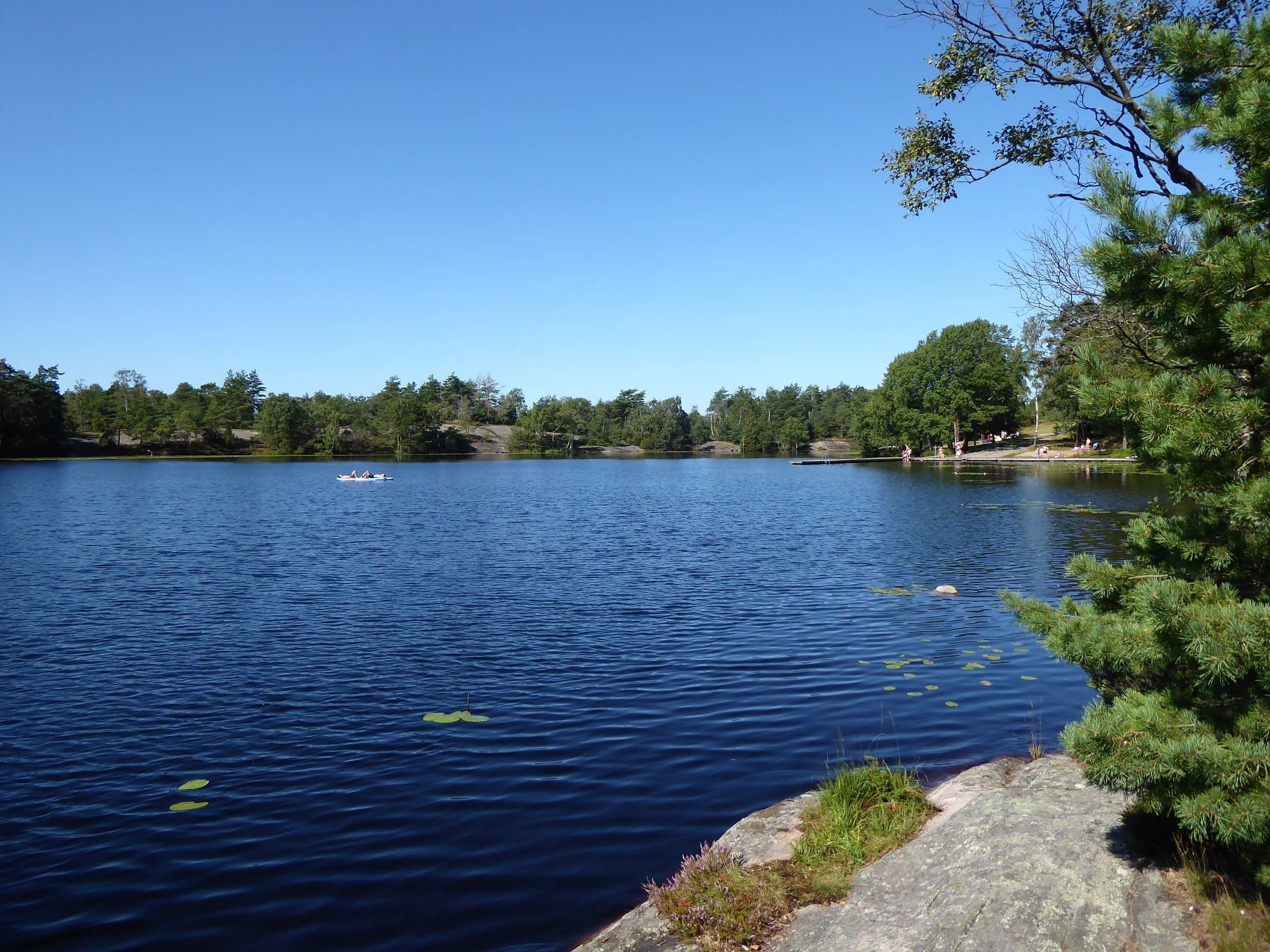
Sommarbad vid Horsikan den 11 augusti 2022.